# Patrilineaire afstamming
Patrilineaire afstamming of patrilineariteit is het verwantschapssysteem van afstammingsbepaling waarbij de dochter of zoon lid wordt van de afstammingsgroep van de vader. Dit in tegenstelling tot matrilineaire afstamming, waar men lid wordt van de groep van de moeder. Deze twee unilineaire afstammingsgroepen zijn echter binnen een patriarchale samenleving niet volledig tegengesteld aan elkaar, aangezien in beide de man het openbare leven domineert. De rechten en functies worden dan overgedragen van vader op zoon.
Bij een patrilineair verwantschapssysteem loopt de verwantschap via de familie van de vader. Een patrilineaire familie bestaat uit een man en zijn echtgenote, hun zonen en de echtgenotes van die zonen, hun dochters, zolang die ongetrouwd zijn en de kleinkinderen. Als een van de dochters trouwt, gaat zij deel uitmaken van een andere patrilineaire familie, namelijk die van haar man.